# 시간 상수
시간 상수, 시상수, 또는 시정수는 시간이 지남에 따라 진폭이 점근적으로 증가하거나 감소하는 함수의 진폭 증가 또는 감소 비율을 나타내는 수학과 물리학의 상수로, τ로 표시된다.
전기 회로에서의 시정수는 RC 직렬회로에서 직류 전원을 투입했을 때 콘덴서의 충전 전압이 전원 전압의 63.2% 까지 충전되는 시간을 말하고, 어떤 전압으로 충전되어 있었던 콘덴서를 어떤 저항을 통해서 방전시켰을 때 콘덴서의 전압이 최초 전압의 36.8%가 되는 시간을 말한다.
{\displaystyle f(\tau )={\frac {1}{e}}\approx 0.368=\%36.8}
{\displaystyle f(\tau )=1-{\frac {1}{e}}\approx 0.632=\%63.2}

## 개요
물리학과 공학에서 시간 상수는 대개 그리스어 문자 τ (타우)로 표시하며, 1차 선형 시불변(linear time-invariant; LTI) 시스템의 단계 입력에 대한 반응을 특성화하는 매개변수이다.
시간 영역에서, 시간 응답을 탐색하기 위한 통상적인 선택은 단계 입력에 대한 단계 응답 또는 디랙 델타 함수 입력에 대한 임펄스 응답을 살펴보는 것이다.
주파수 영역에서는 (예를 들어 스텝 응답의 푸리에 변환을 보거나 시간의 단순한 정현파 함수인 입력을 사용하여) 시간 상수는 1차 시간 불변 시스템의 대역폭을 결정한다.
시상수는 1 차 LTI 시스템으로 모델링되거나 근사화 될 수있는 다양한 신호 처리 시스템(자기 테이프, 라디오 송신기 및 수신기, 기록 편집 및 재생 장비 및 디지털 필터)의 주파수 응답을 특성화하는 데에도 사용된다. 다른 예로는 공압식인 미적분 동작 컨트롤러의 제어 시스템에 사용되는 시간 상수가 있다.
또한, 시상수는 열 시스템에 대한 일괄 시스템 분석(일괄 처리 용량 분석법)의 하나의 요소이다. 대류식 냉각 또는 가열을 통해 대상을 일정하게 냉각하거나 가열할 때 사용된다.
물리적으로 시간 상수는 시스템이 초기 비율로 계속 감쇠했다면 시스템 응답이 0으로 감쇠할 때까지 걸리는 시간을 나타낸다. 감쇠 속도의 점진적 변화로 인해 실제로는, 그 시간동안, 응답값이 {\displaystyle 1/e\approx 36.8\,\%}으로 감소한다. 증가하는 시스템에서, 시간 상수는 시스템의 단계 응답이 최종 점근적 값의 {\displaystyle 1-1/e\approx 63.2\,\%}에 도달하는 시간이다.(증가 단계) 방사성 붕괴에서 시간 상수는 붕괴 상수(λ)로서, 붕괴하는 계(원자와 같은)의 평균 수명이라고 하거나 원자 36.8%만 남기고 모두 붕괴할 때까지 걸리는 시간이라고 표현한다. 이러한 이유로, 시간 상수는 원자의 50%만이 붕괴하는 시간인 반감기보다 길다.

## 시간 상수 예
RL 회로의 시정 수 τ(단위는 초)는 다음과 같다.
τ = L/R
여기서, R은 저항(단위는 옴), L은 인덕턴스(단위는 헨리)이다. 마찬가지로 RC 회로의 시정수 τ는 다음과 같다  .
τ = RC
여기서, C는 커패시턴스(단위는 패럿)이다.

## 같이 보기
- 지수적 감쇠
- 앞섬-뒤짐 보상기
- 길이상수
- 주파수 응답